# Lewitz

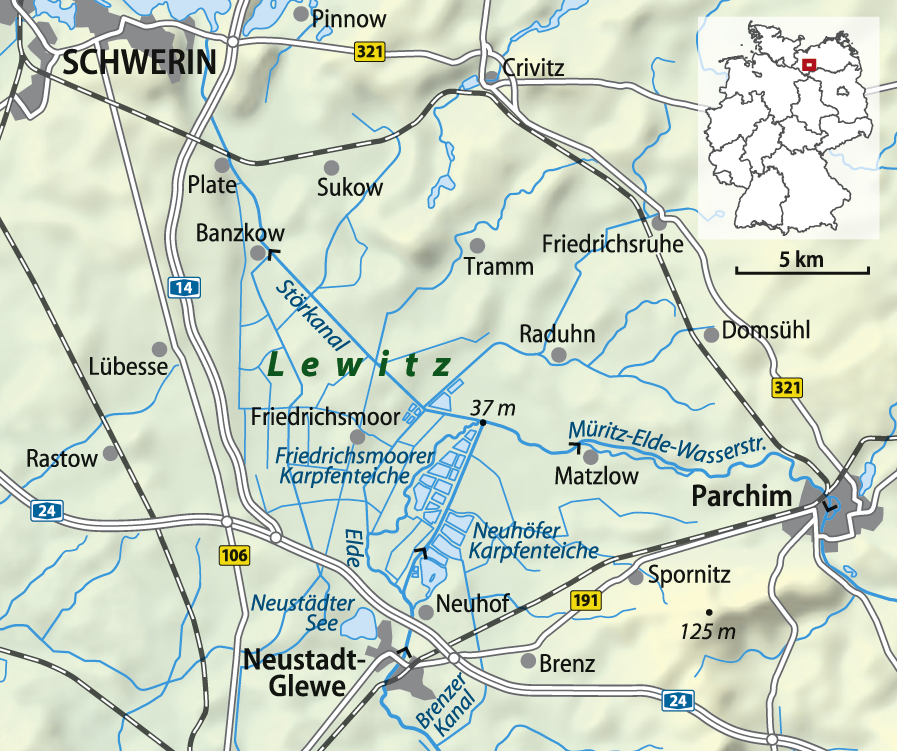
Lewitz-Karte

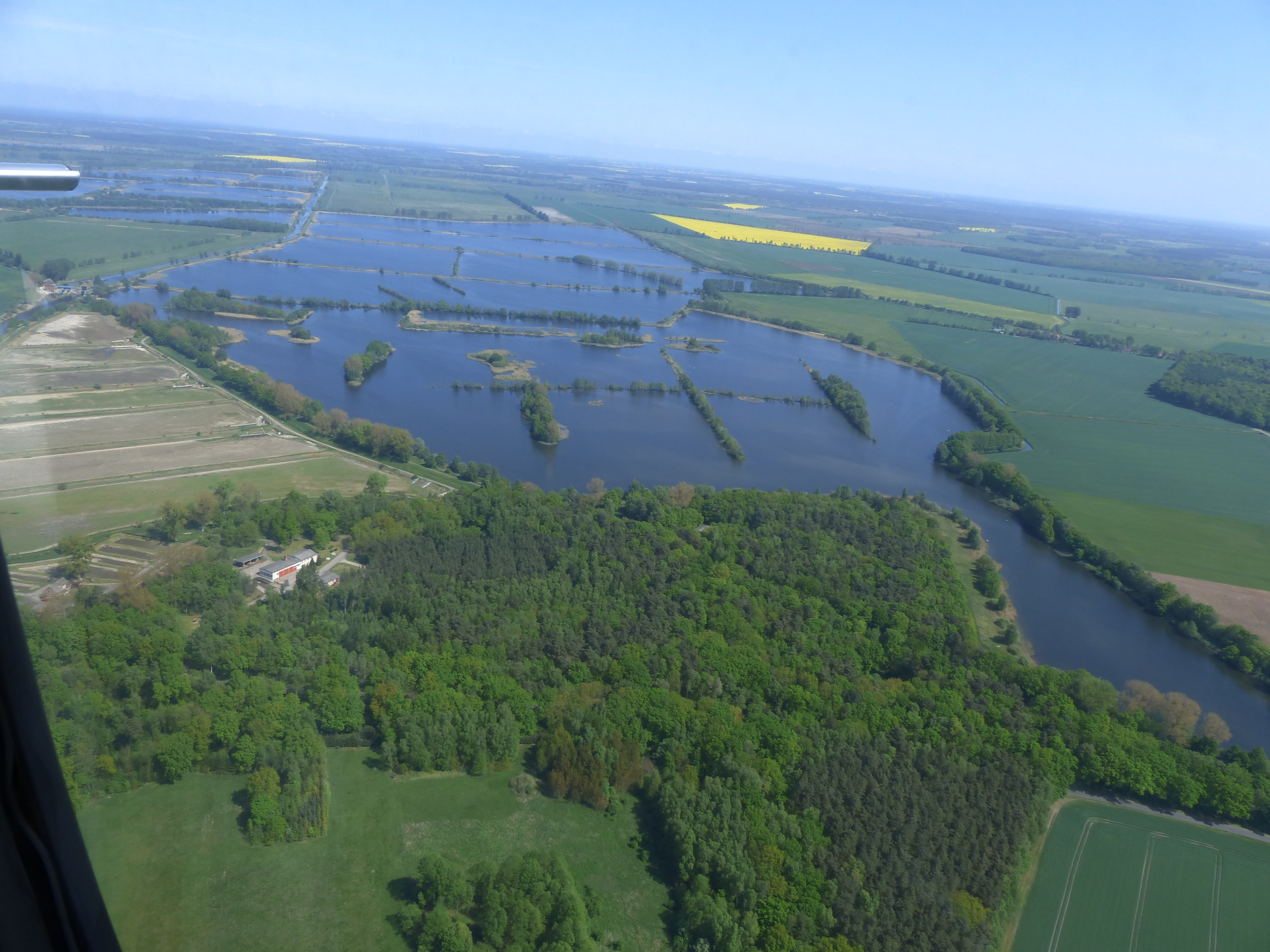
Die Lewitz

Die Lewitz ist eine unter Schutz gestellte Landschaft in Mecklenburg-Vorpommern, die durch weite und ebene Wiesen- und Ackerflächen, Fischteiche und vereinzelte Waldflächen geprägt ist.

## Geografie
Das Gebiet der Lewitz erstreckt sich im Südwesten Mecklenburgs südlich von Schwerin zwischen den Orten Crivitz, Parchim, Neustadt-Glewe und Banzkow. Die flächenmäßige Ausdehnung beträgt etwa 16.800 Hektar. Die Landschaft wird von der Elde, deren ursprüngliches Flussbett in Teilen erhalten ist, deren kanalisiertem Verlauf, der Müritz-Elde-Wasserstraße (MEW), dem Störkanal, der hier in die MEW mündet, dem Neuen Kanal und dem Brenzer Kanal durchflossen. Die unter Landschaftsschutz gestellte Lewitz ist von zahlreichen Entwässerungsgräben durchzogen. Zu den stehenden Gewässern zählen die unter Naturschutz gestellten, ausgedehnten Friedrichsmoorer und Neuhöfer Karpfenteiche nördlich von Neustadt-Glewe und der Neustädter See.
Innerhalb der Lewitz befinden sich die Naturschutzgebiete Klinker Plage, Fischteiche in der Lewitz, Friedrichsmoor und Töpferberg.

## Namensherkunft
Der Name wird unterschiedlich hergeleitet. Verbreitet ist die Annahme, dass sich das Wort Lewitz aus dem slawischen lowit ableitet und somit sammeln, jagen oder wildreiche Gegend bedeutet. Genannt wird auch lowej (böhmisch für Holz, Waldung). Möglich ist auch die Verwandtschaft mit dem altslawischen li-, liv-, lijati für begießen, regnen, dem russischen lyva oder liva für Sumpfwald oder dem bulgarisch/serbischen livada für Wiese.

## Geschichte

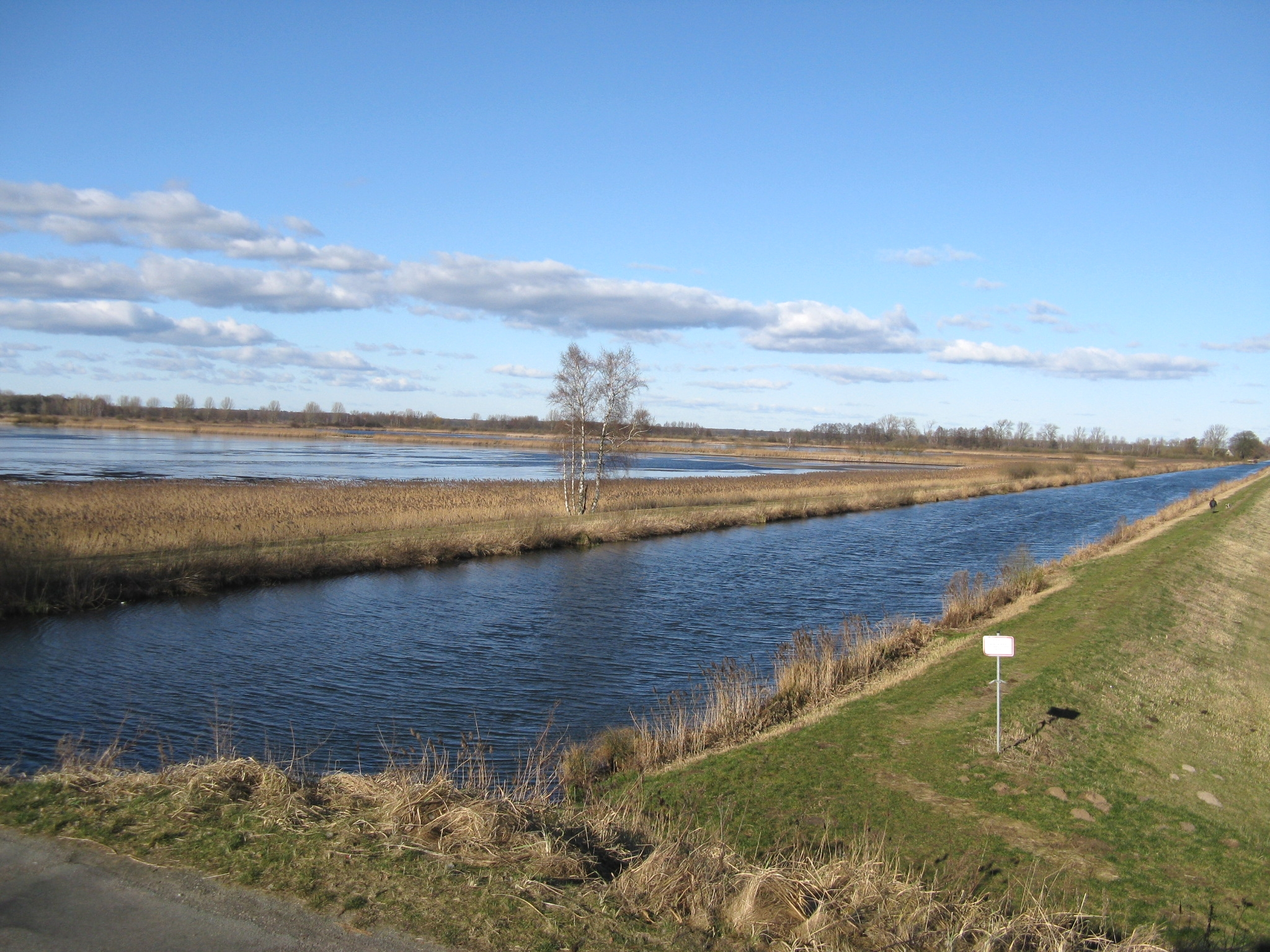
Friedrichsmoorer Karpfenteiche und Müritz-Elde-Wasserstraße

Die Lewitz wurde wie ganz Mecklenburg in der letzten Eiszeit geformt. Beim Abschmelzen der Gletscher füllten sich die Lewitz und das Störtal mit Schmelzwasser, dieses spülte eine Senke von 12.000 Hektar aus. Ein 16 Meter tiefer See entstand. Später erfolgte ein plötzlicher Abfluss nach Süden. Der See versumpfte und vertorfte im Laufe der folgenden Jahrtausende. Es entstanden flache Gewässer und Niedermoore. In der mittleren Steinzeit bot diese durch inselartige Erhebungen, kleine Seen und Wälder geprägte Landschaft Sammlern, Jägern und Fischern und die ausgetrockneten, sandigen Moorflächen den Ackerbauern und Viehzüchtern der Jungsteinzeit günstige Siedlungsplätze. In dieser Zeit wurden auch mehrere Erdwerke angelegt.
Noch im 13. Jahrhundert war die Lewitz-Niederung von Eichen, Buchen, Schwarzerlen und Birken bewachsen. Die wachsenden Städte der Hansezeit bezogen unter anderem hierher ihr Bauholz. Neustadt-Glewe gehörte von Anfang des 16. Jahrhunderts bis ins 18. Jahrhundert zu den Zentren der Verhüttung von Raseneisenerz, welches im Tagebau abgebaut werden konnte. Neben dem vorhandenen Flusssystem stellten die ausgedehnten Waldgebiete der Lewitz günstige Bedingungen für diesen „holzgefräßigen“ Industriezweig dar. Aus dem Holz wurde Holzkohle gewonnen, diese wiederum lieferte die Energie für die Schmelzöfen. Alleine im Jahr 1577 wurden neben 6300 Tonnen Kohle 8300 Raummeter Holz benötigt. Zusätzlich sorgten sogenannte Holzdeputanten für die fürstliche Haus- und Hofordnung, Holzabgaben an die umliegenden Städte und ein florierender Holzhandel für ein Schrumpfen des Baumbestandes. Schon im 17. Jahrhundert betrug dieser nur noch 25 % seines ursprünglichen Wertes. 1620 wurden für den Kraaker Schlossbau bereits die letzten Buchen und Eichen in Tuckhude gefällt. Eine nicht nachhaltige Holzwirtschaft führte schließlich dazu, dass 1717 die letzte Eisenschmelze in Neustadt wegen Holzmangels schließen musste. Zu dieser Zeit waren die Wälder des Umlands fast vollständig abgeholzt und in der Folge entstanden moorige Wiesen, auf denen Heu geerntet wurde. Das seit dem 18. Jahrhundert bestehende Forstamt Friedrichsmoor sorgte im Laufe der Jahre auf kleinen Teilflächen für Wiederaufforstungen. Eine vollkommene Wiederherstellung der ursprünglichen Waldflächen wurde aber nicht verfolgt, denn bereits Ende der 1820er Jahre erwartete man, dass die Einnahmen aus der Weidewirtschaft die der Forstwirtschaft übertreffen würden.
1862/63 entstand der Brenzer Kanal, um Flächen nordwestlich von Brenz zu entwässern und dadurch landwirtschaftlich nutzbar zu machen. In Tuckhude wurde 1862 der Sitz der Verwaltungsbehörde des herzoglichen Hofes für die Lewitz errichtet, die für die Unterhaltung der Gräben, Wege, Brücken, die Regulierung der Be- und Entwässerung, die Beobachtung der Wasserstände und die Sicherstellung der Heuernte zuständig war.
Bereits 1938 wurden Teile der Lewitz wegen ihrer Bedeutung als Sumpfvogelbrutgebiet unter Naturschutz gestellt. Unter anderem brüten hier der Große Brachvogel, der Rotschenkel, die Uferschnepfe und der Kampfläufer. Während der DDR-Zeit erfolgte von 1958 bis 1962 und 1976 bis 1980 mit Einführung der industriellen landwirtschaftlichen Produktion eine großflächige, komplexe Melioration, um Grünland für die Rinderzucht zu gewinnen. Viele Tier- und Pflanzenarten und auch der Wiesen-Brutvogelbestand verschwanden.
In Höhe des Neustädter Ortsteils Hohes Feld wurde unter anderem für den Reitsport im VEG „Lewitz“ neben der Rinder- auch Pferdezucht betrieben. Seit 1971 entstand eine neue Pferderasse, die als Lewitzer oder durch die gescheckte Farbe auch als Lewitzschecken bekannt ist. Das Gut Lewitz wird seit der Wende durch den deutschen Springreiter und Unternehmer Paul Schockemöhle betrieben.
Seit 1990 werden Meliorationsmaßnahmen teilweise wieder rückgängig gemacht. Aus Weide- und Ackerflächen wurden wieder Feuchtbiotope mit Feuchtwiesen und Mooren. Dadurch sind wieder einige verdrängte Pflanzen und Tiere heimisch geworden. Es wurden wieder Fischadler, Falken, Fischotter, Kammmolche und Ringelnattern gesichtet. Die Lewitz ist ein beliebter Rastplatz für Wildgänse, Kraniche und andere Zugvögel. Zu den seltenen Pflanzen in der Lewitz gehören Knabenkräuter, Kuhschelle, Blutwurz, Teufelsabbiss und der Lungen-Enzian. Die Lewitz ist heute Landschafts- und in Teilen Naturschutzgebiet. Teile der Landschaft wurden Ende des 20. Jahrhunderts als Europäisches Vogelschutzgebiet ausgewiesen.

## Tourismus

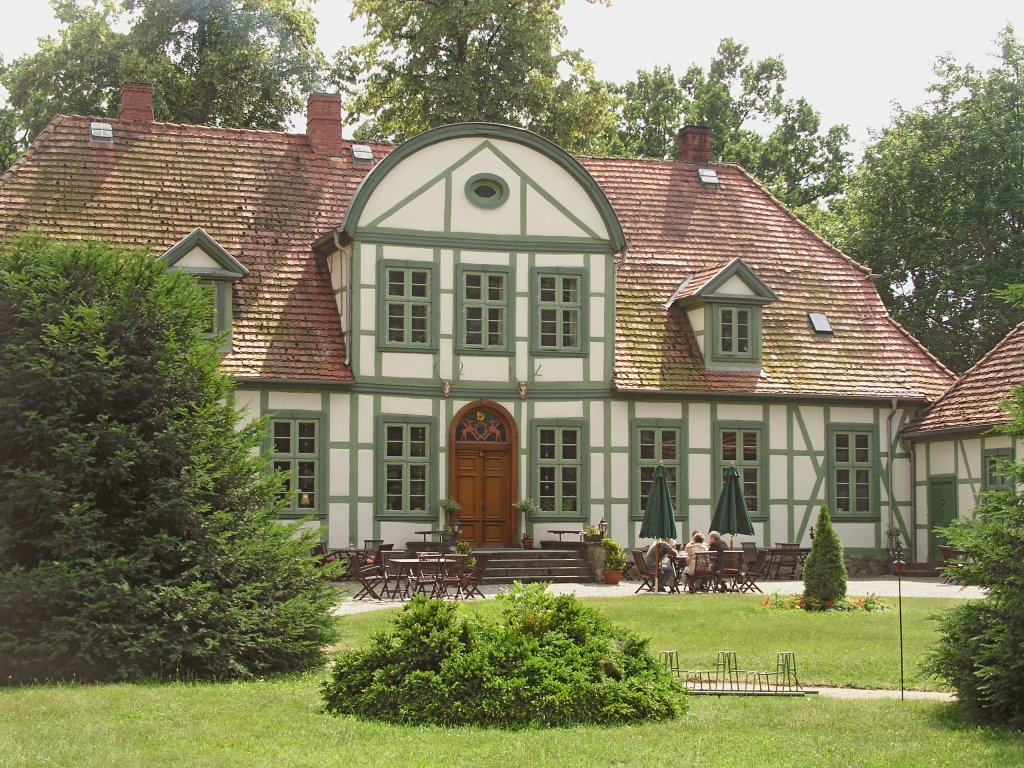
Jagdschloss Friedrichsmoor

Es bestehen Anstrengungen, die Lewitz im Rahmen des sanften Tourismus zu vermarkten. Unter anderem sind an der Autobahn 24 Unterrichtungstafeln mit der Aufschrift „Die Lewitz“ und Konturen der Neustädter Burg und der Landschaft installiert worden. Angesprochen werden vor allem Naturliebhaber und Wasserwanderer. Sehenswert sind weiterhin das Jagdschloss Friedrichsmoor und die Banzkower Mühle.